# 69 Draconis
69 Draconis är en pulserande variabel av halvregelbunden typ (SRB:) i stjärnbilden Draken.
69 Dra varierar mellan visuell magnitud +6,2 och 6,7 utan någon fastställd periodicitet.